# لینگر
لینگر (به لاتین: Lyngør) یک منطقهٔ مسکونی در نروژ است که در تودهستران واقع شده‌است. لینگر ۱۰ متر بالاتر از سطح دریا واقع شده‌است.